# ビスマルク作戦
ビスマルク作戦（ビスマルクさくせん）は、太平洋戦争で日本軍が実施した南方作戦内の作戦の一つ。陸海軍中央協定で定められた作戦名称はR作戦。

## 計画
南方作戦陸海軍中央協定でビスマルク作戦はグアム作戦と合わせて作戦目的、作戦要領を指示されている。中央協定は「グアム島及「ビスマルク」諸島に対する作戦目的は、先づグアム島を攻略し、次で「ビスマルク」諸島の航空基地を占領して、南洋群島方面に対する敵の脅威を封殺するに在り。」と定め、陸海軍協同して「ラバウル」を占領し航空基地を獲得することを指示している。

## 経過
記載時間は日本時間。
第四艦隊主力は、ウェーク島作戦後、各攻略部隊の編成を解き、トラック島に集結してビスマルク島攻略作戦を準備した。日本海軍は1942年1月4日からラバウルに対する航空攻撃を開始し、第四艦隊、南海支隊は協同して23日ラバウルに上陸、同日中に東、西飛行場地区を占領し、2月6日までに掃討を完了。また、第四艦隊の一部は1月23日カビエンを占領した。